# Plamen Andreev
Plamen Andreev (bulgare : Пламен Андреев), né le 15 décembre 2004 à Sofia en Bulgarie est un footballeur bulgare qui joue au poste de gardien de but au Racing de Santander, en prêt du Feyenoord Rotterdam.

## Biographie

### En club
Né à Sofia en Bulgarie, Plamen Andreev est formé par l'un des clubs de sa ville natale, le Levski Sofia, dont il est supporter depuis son plus jeune âge, tout comme le reste de sa famille. Grand espoir du club, il est intégré pour la première fois à un entraînement de l'équipe première à seulement 15 ans, par l'entraîneur d'alors, Slaviša Stojanovič. 
Andreev fait ses débuts en professionnel avec le Levski Sofia le 23 mai 2021 lors d'une rencontre de championnat face au PFK Tcherno More Varna. Il entre en jeu en à la place de Nikolay Mihaylov lors de cette rencontre remportée par son équipe sur le score de deux buts à un.
Andreev devient le plus jeune capitaine de l'histoire du Levski Sofia, à 17 ans et 45 jours.
Il remporte la coupe de Bulgarie, étant titulaire et capitaine lors de la finale le 15 mai 2022 face au CSKA Sofia. Son équipe s'impose par un but à zéro. Le club est sacré pour la 26e fois, la première dans cette compétition depuis 2007,.

### En équipe nationale
Plamen Andreev représente l'équipe de Bulgarie des moins de 19 ans, dont il est le capitaine.
Andreev joue son premier match avec l'équipe de Bulgarie espoirs le 21 novembre 2022, contre la Slovénie. Il est titularisé et les deux équipes se neutralisent (0-0 score final).

## Palmarès
Levski Sofia
- Coupe de Bulgarie (1) :
  - Vainqueur : 2022.